# ホルシュタイン種

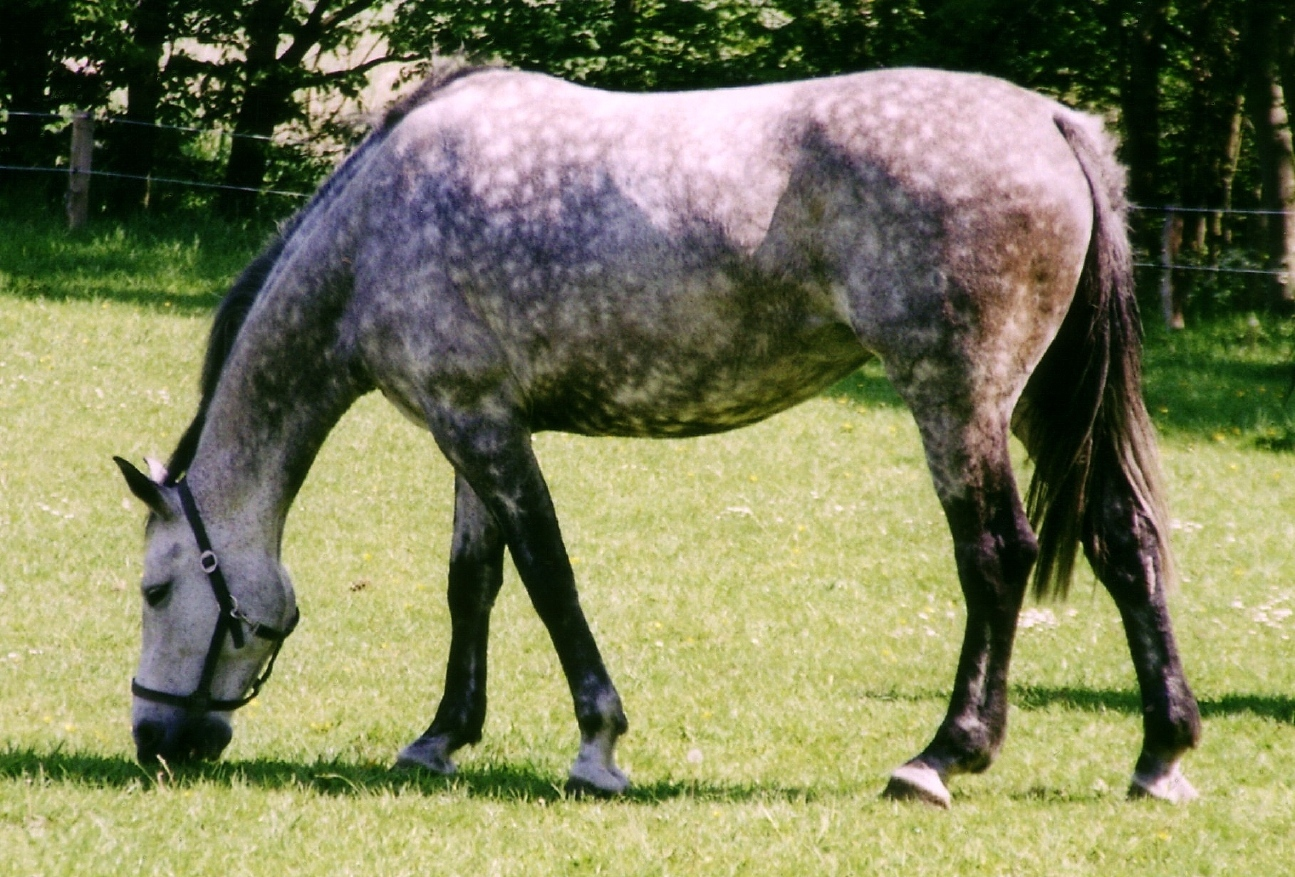
牧草を食むホルスタイン馬

ホルシュタイン（Holstein）は、馬の種類のひとつ。乗馬用として飼育される。
ドイツのシュレスヴィヒ＝ホルシュタイン州が原産。成立は13世紀であり、もっとも古い温血種のひとつであると考えられている。在来の馬にスペインの馬やバルブ種を交配することで作られ、19世紀以降はサラブレッドの血が導入され改良された。体高は16-17ハンド（約163-173cm）ほど、毛色は鹿毛、黒鹿毛、青毛などが多い。運動力があり、温血種の中でもとくに耐久力に優れ、乗馬として優れた才能を発揮する。